# Delfino Pescara 1936
Delfino Pescara 1936 (jednostavnije poznatiji kao Pescara ili Pescara Calcio) je talijanski nogometni klub iz grada Pescare. Trenutačno nastupa u Serie B, drugom razredu talijanskog nogometa. Pescara je osnovana 1936. godine, a u Serie A natjecali su se u sedam sezona i to 1977./78., 1979./80., 1987./88., 1988./89., 1992./93., 2012./13. i 2016./17.
Službene klupske boje su bijela i svjetlo plava.
Pescara je u sezoni 2011./12. osvojila drugu talijansku ligu, tj. Serie B kada su zauzeli prvo mjesto s jednim bodom prednosti u odnosu na Torino.

## Poznati igrači
| - Blaž Slišković - Dunga - Leo Júnior - Edmar Bernardes dos Santos - Tita - John Sivebæk - Roger Mendy - Birkir Bjarnason |  | - Morgan De Sanctis - Massimiliano Allegri - Emanuele Calaiò - Mauro Esposito - Gian Piero Gasperini - Frederic Massara - Walter Mazzarri |

## Vanjske poveznice
- Službene stranice